# Benidorm Fest 2025
El Benidorm Fest 2025 fue la cuarta edición del certamen de RTVE en el que se seleccionó la canción que representaría a España en el Festival de la Canción de Eurovisión 2025. La final se celebró el 1 de febrero de 2025 en el Palacio de Deportes L'Illa de Benidorm de la localidad homónima, contando con dos semifinales previas llevadas a cabo en la misma sede los días 28 y 30 de enero.

## Organización
Los primeros detalles de esta edición se dieron a conocer el 20 de mayo de 2024 con la publicación de las bases del Benidorm Fest, la apertura para empezar a recibir candidaturas y la puesta en marcha de una aplicación móvil para poder votar a los artistas de manera gratuita.
Por otro lado, el 8 de julio de 2024 se presentó de forma oficial esta nueva edición a través de una rueda de prensa. En ella se revelaron las fechas del evento y diferentes novedades como la incorporación de Beatriz Luengo (jurado y portavoz del Benidorm Fest 2024) al equipo de asesores musicales formado por Tony Sánchez-Ohlsson, Pablo Cebrián y Rayden. También se anunció que, por primera vez, en las semifinales las puntuaciones obtenidas por los artistas no serán reveladas, sino que solo se conocerán los nombres de aquellos que pasen a la final. Además, se volverá a llevar a cabo el campamento de composición para artistas. Aunque RTVE anunció que produciría por primera vez la competición en ultra alta definición (UHD), finalmente se descartó debido a una reorganización presupuestaria por la DANA.
Tras finalizar el plazo para enviar candidatura al Benidorm Fest, RTVE informó del récord histórico de participación con 969 propuestas recibidas. El 12 de noviembre de 2024 se dieron a conocer los 16 artistas seleccionados a través de una rueda de prensa desde los estudios de Prado del Rey en Madrid. Las canciones se publicaron el 18 de diciembre de 2024 en la web de RTVE Play y el 20 de diciembre en el resto de plataformas digitales.
Cabe destacar que, entre 2022 y 2024, existió el voto demoscópico, que constituía el 25 % del televoto. Se trataba de un panel de jueces formado por una muestra de la población española seleccionada mediante reglas estadísticas y demoscópicas, el cual estaba compuesto por 350 personas de diferentes edades, sexos y clases sociales, entre otros aspectos. En 2025, el voto demoscópico fue sustituido por un voto único gratuito por cada usuario a través de la aplicación de RTVE Play, en el que constaría de manera anónima la fecha de nacimiento, el sexo, el país y el código postal de cada votante. Este voto tendría exactamente el mismo valor que un voto de pago a través de una llamada telefónica o de un mensaje SMS.
Por su parte, Jordi Rosell es el director de las tres galas del Benidorm Fest 2025, que regresa al festival tras su ausencia en la edición pasada. Verónica Rama es la subdirectora de las mismas.

## Presentadores y jurado

### Presentadoras del Benidorm Fest 2025
Las presentadoras de la cuarta edición del Benidorm Fest fueron anunciadas el 15 de enero durante una rueda de prensa.
| Presentadoras | Perfil profesional |
| ------------- | --- |
| Paula Vázquez | Actriz y presentadora. |
| Ruth Lorenzo  | Representante de España en el Festival de Eurovisión 2014, presentadora del Festival de Eurovisión Junior 2024 y del Benidorm Fest 2024. |
| Inés Hernand  | Influencer, humorista y presentadora de las ediciones 2022 y 2023 del Benidorm Fest.                                                     |

### Jurado
El jurado estuvo compuesto por ocho profesionales (cuatro nacionales y otros cuatro internacionales). El 50% recae en el voto nacional mientras que el 50% restante hace lo propio en el ámbito internacional. Sus nombres fueron desvelados el 23 de enero de 2025.
| Jurado nacional               | Perfil profesional                                                          |
| ----------------------------- | --------------------------------------------------------------------------- |
| Roberto Santamaría (portavoz) | Director de RNE.                                                            |
| Javier Llano                  | Responsable de la programación musical de Cadena 100.                       |
| Jaime Acero                   | Director de contenidos de TelevisaUnivision.                                |
| Claudia Orellana              | Directora y fundadora de la compañía «Son Buenos».                          |
| Jurado internacional          | Perfil profesional                                                          |
| Oksana Skybinska              | Jefa de la delegación ucraniana en el Festival de la Canción de Eurovisión. |
| Twan van de Nieuwenhuijzen    | Responsable de eventos musicales en la NPO.                                 |
| Mariangela Borneo             | Directora de Proyectos Internacionales y Festivales de la RAI.              |
| Maja Tokić                    | Productora ejecutiva del Dora (preselección croata para Eurovisión).        |

### Presentadores de programas especiales
Previo a las galas y a través de RTVE Play, Jordi Cruz, Masi Rodríguez e Iban García, presentaron «Benidorm Calling», un espacio en el que conectarían con los diferentes participantes para hablar con ellos a partir de las 20:30.
Tras la gala final del Benidorm Fest 2025, Lalachus y Aitor Albizua, presentaron el especial «La noche del Benidorm Fest» en La 1.

## Participantes

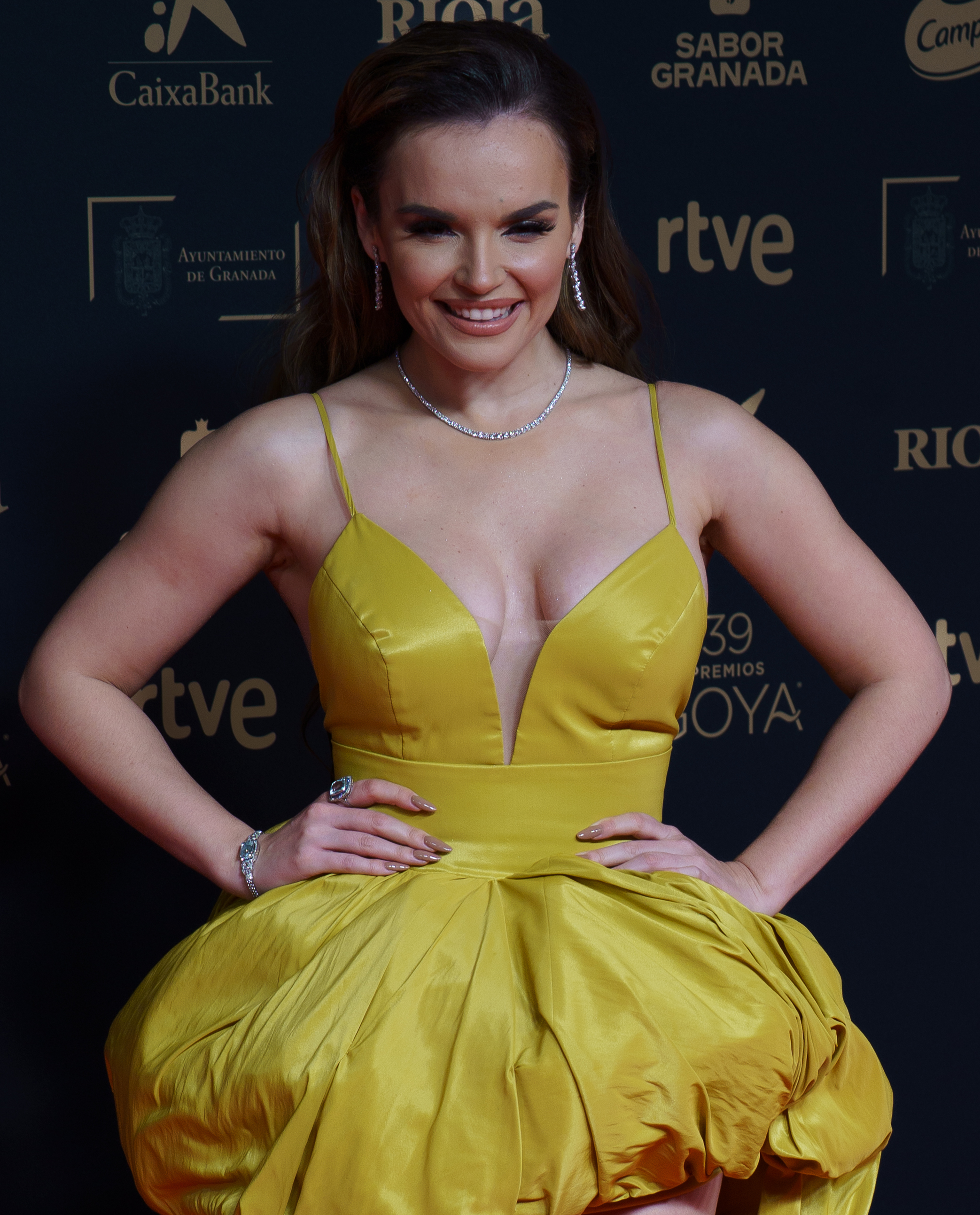
Melody, ganadora de la edición

El 12 de noviembre de 2024 se dieron a conocer los 16 artistas seleccionados a través de una rueda de prensa ubicada en los estudios de Prado del Rey en Madrid. Las canciones se publicaron el 18 de diciembre de 2024 en la web de RTVE Play y el 20 de diciembre en el resto de plataformas digitales.
| Artista/s        | Título de la canción     | Idioma/s           | Compositores | Escenógrafos                                  |
| ---------------- | ------------------------ | ------------------ | --- | --------------------------------------------- |
| Carla Frigo      | «Bésame»                 | Español e inglés   | Carla Frigola • Amanda Castillo • Benjamín García                                                                           | Juan Sebastián Domínguez • Israel Reyes       |
| Celine Van Heel  | «La casa»                | Español            | Alfred García Castillo • Celine Van Heel • Pol Álvarez                                                                      |                                               |
| Chica Sobresalto | «Mala feminista»         | Español            | Maialen Gurbindo López | Santi Goicoechea                              |
| Daniela Blasco   | «Uh nana»                | Español            | Daniela Blasco Díaz Estébanez • Félix Joan Muñiz Prat • Carlos José Montado Cruz • Óscar Campos Gutiérrez                   |                                               |
| David Afonso     | «Amor barato»            | Español            | Alejandro Martínez Valderrama • Luis Vicente Ramiro                                                                         |                                               |
| DeTeresa         | «La pena»                | Español            | Inés Ramos de Teresa • Verónica Veranur Aguirre Díaz de Bustamante                                                          | Fran Granada                                  |
| Henry Semler     | «No lo ves»              | Español            | Henry Lardner Semler • José Bernabé Ponsoda                                                                                 | Virgo Martínez • Alba Miró • Patricia Bertrán |
| J Kbello         | «V.I.P.»                 | Español            | Jesús Cabello • Ricardo Furiati • Dangelo Ortega • María Parrado • José Otero                                               | David Pizarro • Rober de Arte                 |
| K!NGDOM          | «Me gustas tú»           | Español            | Andrea Rada de Luis • Iván Ramírez Hernández • Jorge Gomis Marín                                                            | David Pizarro • Rober de Arte                 |
| Kuve             | «LOCA XTI»               | Español            | Maryan Frutos • Juan Sueiro                                                                                                 | Juan Sebastián Domínguez • Israel Reyes       |
| Lachispa         | «Hartita de llorar»      | Español            | Claudia Gómez Galindo • Eduardo Figueroa Espadas • Alejandro Páez Lou • Juan Diego Lazo Gonzales • Silvia Expósito Mansilla | Emma Navarro Formenti                         |
| Lucas Bun        | «Te escribo en el cielo» | Español            | Lucas Bondia • Luis García Ollés • Pau Aymí                                                                                 | Claudia Palatchi                              |
| Mawot            | «Raggio di sole»         | Español e italiano | Roberto Comins Cubertorer                                                                                                   | Juan Sebastián Domínguez • Israel Reyes       |
| Mel Ömana        | «I'm a Queen»            | Español e inglés   | Alejandro Martínez Valderrama • Álex Capdevilla • María Melodía Pérez Castillo                                              |                                               |
| Melody           | «Esa diva»               | Español            | Alberto Fuentes Lorite • Melodía Ruiz Gutiérrez                                                                             | David Pizarro • Rober de Arte                 |
| Sonia y Selena   | «Reinas»                 | Español            | Lorenzo Giner Puchol • Arturo Martínez Marzo                                                                                | David Pizarro • Rober de Arte                 |

## Festival

### Semifinales
El 15 de enero se hizo público el reparto de semifinales y el 27 de enero el orden de actuación de las mismas.

#### 1.ª semifinal
La primera semifinal fue el 28 de enero de 2025. Contó con ocho participantes compitiendo por cuatro plazas en la final.
| 1.ª Semifinal – 28 de enero de 2025 | 1.ª Semifinal – 28 de enero de 2025 | 1.ª Semifinal – 28 de enero de 2025 | 1.ª Semifinal – 28 de enero de 2025 | 1.ª Semifinal – 28 de enero de 2025 | 1.ª Semifinal – 28 de enero de 2025 | 1.ª Semifinal – 28 de enero de 2025 | 1.ª Semifinal – 28 de enero de 2025 | 1.ª Semifinal – 28 de enero de 2025 |
| Orden                               | Artista(s)                          | Canción                             | Jurado (50 %)                       | Jurado (50 %)                       | Público (50 %)                      | Público (50 %)                      | Puntuación total                    | Posición final                      |
| Orden                               | Artista(s)                          | Canción                             | Puntuación                          | Posición                            | Puntuación                          | Posición                            | Puntuación total                    | Posición final                      |
| ----------------------------------- | ----------------------------------- | ----------------------------------- | ----------------------------------- | ----------------------------------- | ----------------------------------- | ----------------------------------- | ----------------------------------- | ----------------------------------- |
| 01                                  | KUVE                                | «LOCA XTI»                          | 65                                  | 3.ª                                 | 56                                  | 4.ª                                 | 121                                 | 3.ª                                 |
| 02                                  | David Afonso                        | «Amor barato»                       | 33                                  | 6.ª                                 | 32                                  | 8.ª                                 | 65                                  | 8.ª                                 |
| 03                                  | Chica Sobresalto                    | «Mala feminista»                    | 50                                  | 5.ª                                 | 50                                  | 5.ª                                 | 100                                 | 5.ª                                 |
| 04                                  | K!NGDOM                             | «Me gustas tú»                      | 29                                  | 8.ª                                 | 44                                  | 6.ª                                 | 73                                  | 7.ª                                 |
| 05                                  | Lucas Bun                           | «Te escribo en el cielo»            | 64                                  | 4.ª                                 | 40                                  | 7.ª                                 | 104                                 | 4.ª                                 |
| 06                                  | Sonia y Selena                      | «Reinas»                            | 31                                  | 7.ª                                 | 60                                  | 3.ª                                 | 91                                  | 6.ª                                 |
| 07                                  | Lachispa                            | «Hartita de llorar»                 | 83                                  | 1.ª                                 | 70                                  | 2.ª                                 | 153                                 | 2.ª                                 |
| 08                                  | Daniela Blasco                      | «Uh nana»                           | 77                                  | 2.ª                                 | 80                                  | 1.ª                                 | 157                                 | 1.ª                                 |

     Finalistas

#### 2.ª semifinal
La segunda semifinal fue el 30 de enero de 2025. Contó con ocho participantes compitiendo por cuatro plazas en la final.
| 01 | Mel Ömana       | «I'm a Queen»    | 90 | 1.ª | 70 | 2.ª | 160 | 1.ª |
| 02 | Henry Semler    | «No lo ves»      | 50 | 5.ª | 32 | 8.ª | 82  | 6.ª |
| 03 | DeTeresa        | «La pena»        | 22 | 8.ª | 60 | 3.ª | 82  | 6.ª |
| 04 | J Kbello        | «V.I.P.»         | 65 | 3.ª | 56 | 4.ª | 121 | 3.ª |
| 05 | Carla Frigo     | «Bésame»         | 37 | 6.ª | 50 | 5.ª | 87  | 5.ª |
| 06 | Mawot           | «Raggio di sole» | 54 | 4.ª | 44 | 6.ª | 98  | 4.ª |
| 07 | Celine Van Heel | «La casa»        | 36 | 7.ª | 40 | 7.ª | 76  | 8.ª |
| 08 | Melody          | «Esa diva»       | 78 | 2.ª | 80 | 1.ª | 158 | 2.ª |

     Finalistas

### Final
La final tuvo lugar el 1 de febrero de 2025. Ocho participantes (los cuatro clasificados en cada una de las semifinales), compitieron para llevarse el micrófono de bronce del Benidorm Fest y representar a España en el Festival de Eurovisión 2025.
| 01 | Daniela Blasco | «Uh nana»                | 71 | 2.ª | 70 | 40.659 (16,89%) | 2.ª | 141 | 2.ª |
| 02 | KUVE           | «LOCA XTI»               | 52 | 5.ª | 44 | 9.510 (3,94%)   | 6.ª | 96  | 6.ª |
| 03 | Mawot          | «Raggio di sole»         | 18 | 8.ª | 40 | 6.616 (2,74%)   | 7.ª | 58  | 8.ª |
| 04 | Lachispa       | «Hartita de llorar»      | 48 | 6.ª | 50 | 23.526 (9,77%)  | 5.ª | 98  | 5.ª |
| 05 | Mel Ömana      | «I'm a Queen»            | 61 | 4.ª | 56 | 30.781 (12,78%) | 4.ª | 117 | 4.ª |
| 06 | J Kbello       | «V.I.P.»                 | 74 | 1.ª | 60 | 31.226 (12,96%) | 3.ª | 134 | 3.ª |
| 07 | Lucas Bun      | «Te escribo en el cielo» | 38 | 7.ª | 32 | 6.078 (2,52%)   | 8.ª | 70  | 7.ª |
| 08 | Melody         | «Esa diva»               | 70 | 3.ª | 80 | 92.390 (38,37%) | 1.ª | 150 | 1.ª |

     Ganador
     2.ª posición
     3.ª posición

## Invitados
| Semifinal 1       | Semifinal 1                                                                         | Semifinal 1 |
| Invitado          | Canción                                                                             | Información |
| ----------------- | ----------------------------------------------------------------------------------- | --- |
| Edurne            | «Mírame»                                                                            | Cantante, presentadora y representante de España en Eurovisión 2015.                                           |
| Ginebras          | «Ansiedad»                                                                          | Grupo musical femenino indie-rock.                                                                             |
| Semifinal 2       |                                                                                     | |
| Invitado          | Canción                                                                             | Información |
| Chenoa            | Medley de «Atrévete», «En tu cruz me clavaste» y «Cuando tú vas»                    | Cantante y presentadora.                                                                                       |
| Ruth Lorenzo      | «Dirty Love»                                                                        | Cantante, representante de España en Eurovisión 2014, presentadora del Benidorm Fest y Eurovisión Junior 2024. |
| Isabel Aaiún      | «Potra salvaje»                                                                     | Cantante. |
| Final             |                                                                                     | |
| Invitado          | Canción                                                                             | Información |
| Nebulossa         | «Zorra»                                                                             | Grupo musical, ganador del Benidorm Fest 2024 y representante de España en Eurovisión 2024.                    |
| Amaral            | Medley de «Marta, Sebas, Guille y los demás», «El universo sobre mí» y «Dolce Vita» | Grupo musical de pop-rock.                                                                                     |
| Rigoberta Bandini | «Kaiman»                                                                            | Cantante y participante en el Benidorm Fest 2022 quedando en segunda posición.                                 |

## Audiencias

### Galas
| Semifinal 1 | 28 de enero de 2025  | 22:55 | 1 215 000 | 13,1% |
| Semifinal 2 | 30 de enero de 2025  | 22:55 | 1 030 000 | 11,7% |
| Final       | 1 de febrero de 2025 | 22:05 | 1 938 000 | 17,1% |

### Especiales
| La noche del Benidorm Fest (I) | 2 de febrero de 2025 | 00:15 | 797 000 | 11,8% |

     Líder de la noche.
     Récord de audiencia.

## Posicionamiento en listas
| Fecha de lanzamiento    | Sencillo   | Discográfica   | Posición en lista | Certificación | Artista |
| Fecha de lanzamiento    | Sencillo   | Discográfica   | España            | España        | Artista |
| ----------------------- | ---------- | -------------- | ----------------- | ------------- | ------- |
| 20 de diciembre de 2024 | «Esa diva» | Rumbera Record | 2                 | [ 22 ]        | Melody  |